# Mater dolorosa (film, 1909)
Pour les articles homonymes, voir Mater dolorosa (homonymie).
Mater dolorosa est un film français réalisé par Camille de Morlhon en 1909.